# Robert James Graves

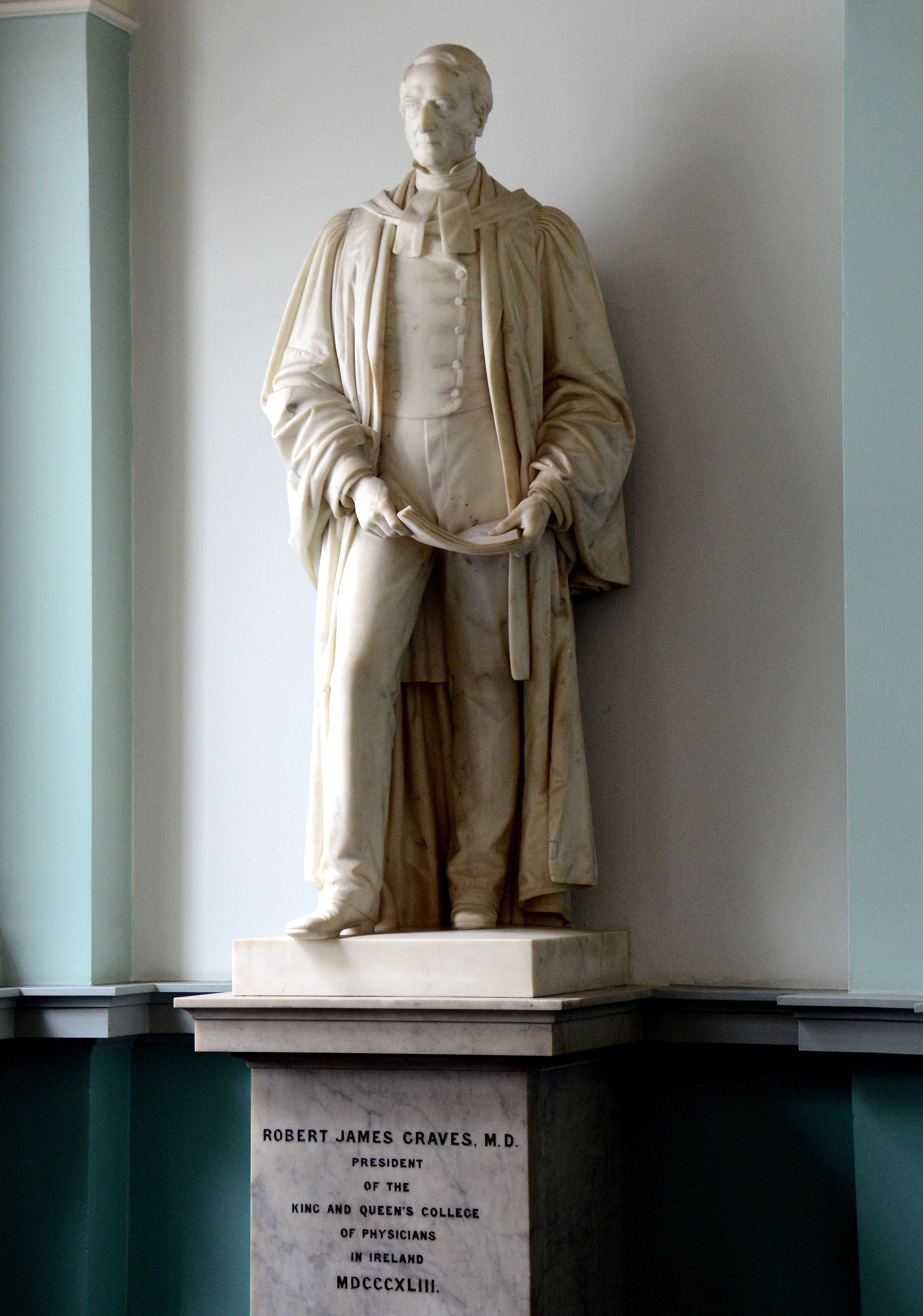
Statue von Robert James Graves

Robert James Graves (* 27. März 1797 in Dublin; † 20. März 1853 ebenda) war ein irischer Arzt.
Er war mit William Stokes befreundet, mit dem er auch von 1836 bis 1842 das Dublin Journal of Medical Science herausgab.
In Dublin wurde ihm 1878 eine Statue errichtet.

## Innovationen in der Medizin
Er gilt als Erstbeschreiber der Autoimmunthyreopathie Typ 3, die im deutschen Sprachraum als Basedowsche Erkrankung und im englischen Sprachraum als Graves’ disease bekannt ist, weil er der erste war, der die Kombination von Exophthalmus und Schilddrüsenvergrößerung erkannte. Graves sah jedoch das Herz ursächlich für die Struma an. Er ging davon aus, dass Palpitationen die Vergrößerung der Schilddrüse bewirken. – Er hatte sich intensiv mit den Herztönen beschäftigt, wobei ihm ein Patient aufgefallen war, dessen ersten Herzton er ohne Stethoskop aus einer Entfernung von über einem Meter hören konnte.
Die Ausprägung, in der der Exophthalmus zur damaligen Zeit auffiel, zeigt ein überliefertes Zitat von Graves: „Die Augäpfel waren in einem derartigen Ausmaß sichtbar vergrößert, daß die Augenlider während des Schlafes nicht mehr geschlossen werden konnten. Wenn die Augen offen waren, war das Weiße des Auges in der Breite mehrerer Linien um die Cornea herum sichtbar.“
Daneben beschrieb er auch das angioneurotische Ödem, die Sklerodermie und die Erythromelalgie.
1850 wurde er zum Mitglied (Fellow) der Royal Society gewählt.